# Chiel Montagne

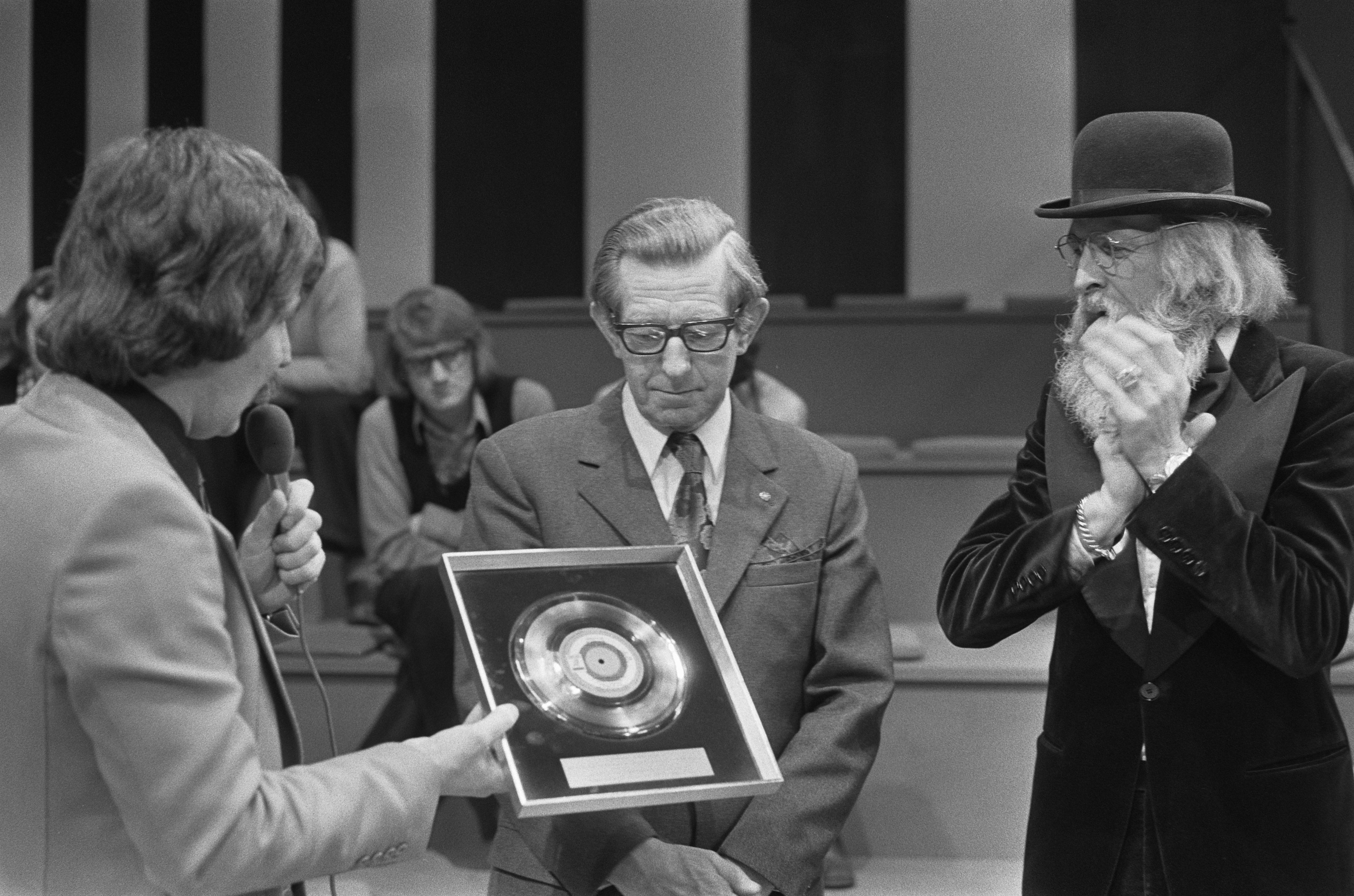
Chiel Montagne overhandigt in Op losse groeven een gouden plaat aan het duo Vader Abraham en Boer Koekoek voor hun lied Den Uyl is in den olie (1974)

Chiel Montagne, pseudoniem van Bertus Arie (Bert) van Rheenen (Uitgeest, 26 augustus 1944 – Hilversum, 24 juli 2025) was een Nederlands presentator en radio-dj.

## Biografie
Hij begon op achtjarige leeftijd al met het inspreken van hoorspelen bij de KRO. Na de middelbare school hield hij zich bezig met acteren. Hij volgde enkele jaren de toneelschool in Arnhem.

## Carrière
Zijn carrière begon in 1963 als diskjockey bij de zeezender Radio Veronica. Hij was een neef van Bull Verweij. In 1971 ging Montagne bij de TROS het televisieprogramma 
"Op losse groeven" (sinds 1978 "Op volle toeren") presenteren. Dit was een programma volledig gewijd aan het Nederlandstalige lied dat bijna twintig jaar lang heeft gelopen. Ook maakte Montagne in het begin deel uit van het befaamde TROS dj-team (met Hugo van Gelderen, Robbie Dale, Gerard de Vries, Tom Mulder, Ron Brandsteder en Annie de Reuver) dat vanaf donderdag 23 augustus 1973 de zendtijd uitbreiding op Hilversum 3 verzorgde en vanaf 3 oktober 1974 als A-omroep tot en met 28 november 1985 zou uitgroeien tot de befaamde TROS-donderdag; De beste dag op 3, de best beluisterde dag op Hilversum 3 met mega luistercijfers. Vanaf 2 januari 1976 presenteerde hij op donderdagvond van 22.00 tot 23.00 uur Als dat zou kunnen.
In 1972 probeerde hij een hit te scoren met de single "Marja" die echter bleef steken in de Tipparade op Radio Veronica en ook gëén notering behaalde in de Daverende Dertig / Hilversum 3 Top 30 op de nationale publieke popzender Hilversum 3.
Montagne hield zich ook bezig met de productie en regie van muziekspecials. Daarnaast richtte hij in 1974 te Baarn zijn eigen geluidsstudio op, Dutch Music Center (DMC), waar vele Nederlandse artiesten en internationale artiesten hun platen hebben opgenomen.
Op 15 december 2003 richtte hij zijn eigen omroep, de Montagne Omroep Nederland (MON), op. Zijn doel met deze omroep was om meer Nederlandse muziek uit te zenden. De omroep haalde het vereiste ledenaantal echter niet en heeft nooit uitgezonden.
Montagne was een van de medeoprichters van Holland FM. Ook voor Talk Radio heeft hij zich enige tijd met de sponsoring beziggehouden. Verder presenteerde hij als dj voor Radio 10 FM en Radio 192.
Naast zijn eigen publieke inzet had Chiel Montagne een artiestenmanagement- en boekingsbureau Chiel Montagne Produkties en schreef hij muziekteksten voor verschillende Nederlandstalige artiesten.
In 2006 was Montagne te zien in het programma TV Comeback, in deze achtdelige serie van Omroep MAX waren onder andere ook Wieteke van Dort en Ted de Braak te zien.
Op 2 februari 2008 heeft Montagne een deel van het programma Idols gepresenteerd. Op dinsdagavond 28 april 2009 (22.30 - 23.00 uur) was hij bij de KRO op Nederland 1 te zien in de 223e aflevering Cabaret van de populaire comedyserie Toen was geluk heel gewoon. In 2010 werkte Montagne mee aan het televisieprogramma Ushi & Loesie, op RTL 4, om bekende Nederlandse zangers en zangeressen in de maling te nemen. Namens TV Oranje ging hij samen met twee trouwe fans langs, waarbij Wendy van Dijk verkleed was als de wat vreemde en drukke Loesie.
Op 29 april 2010 werd Montagne ridder in de Orde van Oranje-Nassau in zijn woonplaats Hilversum.
Op donderdag 24 juli 2025 overleed Montagne op 80-jarige leeftijd aan de gevolgen van COPD.

## Trivia
Montagne genoot ook bekendheid vanwege zijn karakteristieke snor. Hij werd in 1989 door de Snorrenclub Antwerpen tot "Snor van het Jaar" uitgeroepen.